# Feeble Little Horse
Feeble Little Horse — американський інді-рок гурт із Піттсбурга, штат Пенсільванія.
Гурт підписав контракт з лейблом Saddle Creek Records.

## Історія
Гурт Feeble Little Horse був створений на початку 2021 року гітаристами Себастьяном Кінслером (Sebastian Kinsler) і Раяном Валчонскі (Ryan Walchonski), які раніше грали разом у недовговічному гараж-рок гурті. Вони залучили барабанщика Джейка Келлі (Jake Kelley) і таким чином утворилось тріо.
Перший мініальбом гурту Feeble Little Horse, Modern tourism, вийшов у травні 2021 року.
Гурт розширив склад за рахунок співачки та басистки Лідії Слокум (Lydia Slocum), яка раніше співпрацювала з Кінслером під псевдонімом «kiddie».
У жовтні 2021 року гурт Feeble Little Horse випустив свій дебютний повноформатний альбом, Hayday, через філадельфійський лейбл Julia's War Recordings.
У жовтні 2022 року гурт підписав контракт з лейблом Saddle Creek Records.
Гурт перевидав альбом Hayday як через лейбл Saddle Creek Records, так і через власний лейбл Unstable Collective imprint. Перевиданий альбом був розширений за рахунок бонус-треків: пісні «Dog Song 2» і реміксу пісні «Termites», від філадельфійського шугейзинг гурту Full Body 2. Після перевидання, другий сингл альбому Hayday, «Chores», отримав схвальні відгуки від New York Times і Pitchfork.
27 лютого 2023 року гурт Feeble Little Horse анонсував новий альбом Girl with Fish, і випустив перший сингл з майбутнього альбому, «Tin Man». 4 квітня 2023 року гурт випустив другий сингл «Steamroller». 10 травня 2023 року вийшов третій сингл «Pocket». Альбом Girl with Fish вийшов 9 червня 2023 року.
Тритижневий тур на підтримку альбому по Сполучених Штатах був скасований 22 червня 2023 року, за три дні до його початку. У повідомленні в Instagram гурт заявив, що їм «потрібно буде зробити крок назад і переоцінити [свій] маленький світ заради [свого] майбутнього здоров’я».
Після концертної паузи гурт Feeble Little Horse офіційно повернувся 16 січня 2024 року, коли оголосив про виступ на фестивалі Coachella 2024. Вони зіграли свій перший офіційний концерт в Еймсі, штат Айова, 17 лютого 2024 року.

## Дискографія
- Modern tourism (2021)
- Hayday (2021, reissued 2022)
- Girl with Fish (2023)